# Kulmberg
Kulmberg är ett berg i Österrike.   Det ligger i distriktet Weiz och förbundslandet Steiermark, i den östra delen av landet, 120 km söder om huvudstaden Wien. Toppen på Kulmberg är 965 meter över havet, eller 479 meter över den omgivande terrängen. Bredden vid basen är 5,1 km.
Terrängen runt Kulmberg är kuperad norrut, men söderut är den platt. Närmaste större samhälle är Weiz, 10,7 km väster om Kulmberg. 
I omgivningarna runt Kulmberg växer i huvudsak blandskog. Runt Kulmberg är det ganska tätbefolkat, med 80 invånare per kvadratkilometer.